# Edward Kasner
Edward Kasner, né le 2 avril 1878 et mort le 7 janvier 1955, est un mathématicien américain. Il est principalement connu pour avoir popularisé le terme gogol (Googol en anglais), désignant un chiffre 1 suivi de 100 zéros (10100). Ce mot est repris plus tard par les fondateurs de Google pour nommer leur entreprise.

## Biographie
Il a étudié à l'université Columbia sous l'enseignement de Cassius Jackson Keyser et obtient son doctorat en 1899, avec pour thèse The Invariant Theory of the Inversion Group.
En 1938 selon le dictionnaire Merriam Webster, il cherche un mot pour représenter un nombre très grand, un 1 suivi de 100 zéros. C'est en marchant dans New Jersey Palisades avec ses neveux, Milton et Edwin Sirotta, qu'il leur demande s'ils ont une idée pour nommer un tel nombre. Milton suggère alors un mot enfantin, « gogol ». Kasner créé également le mot « gogolplex », un chiffre un suivi de gogol zéros.
C'est dans son livre Mathematics and the Imagination (en), coécrit avec James Roy Newman (en) et publié en 1940, qu'il présente ces deux mots.
En 1921, il a mis en évidence une solution exacte aux équations de la relativité générale décrivant un univers homogène en expansion non isotrope, appelé métrique de Kasner.